# Lamego

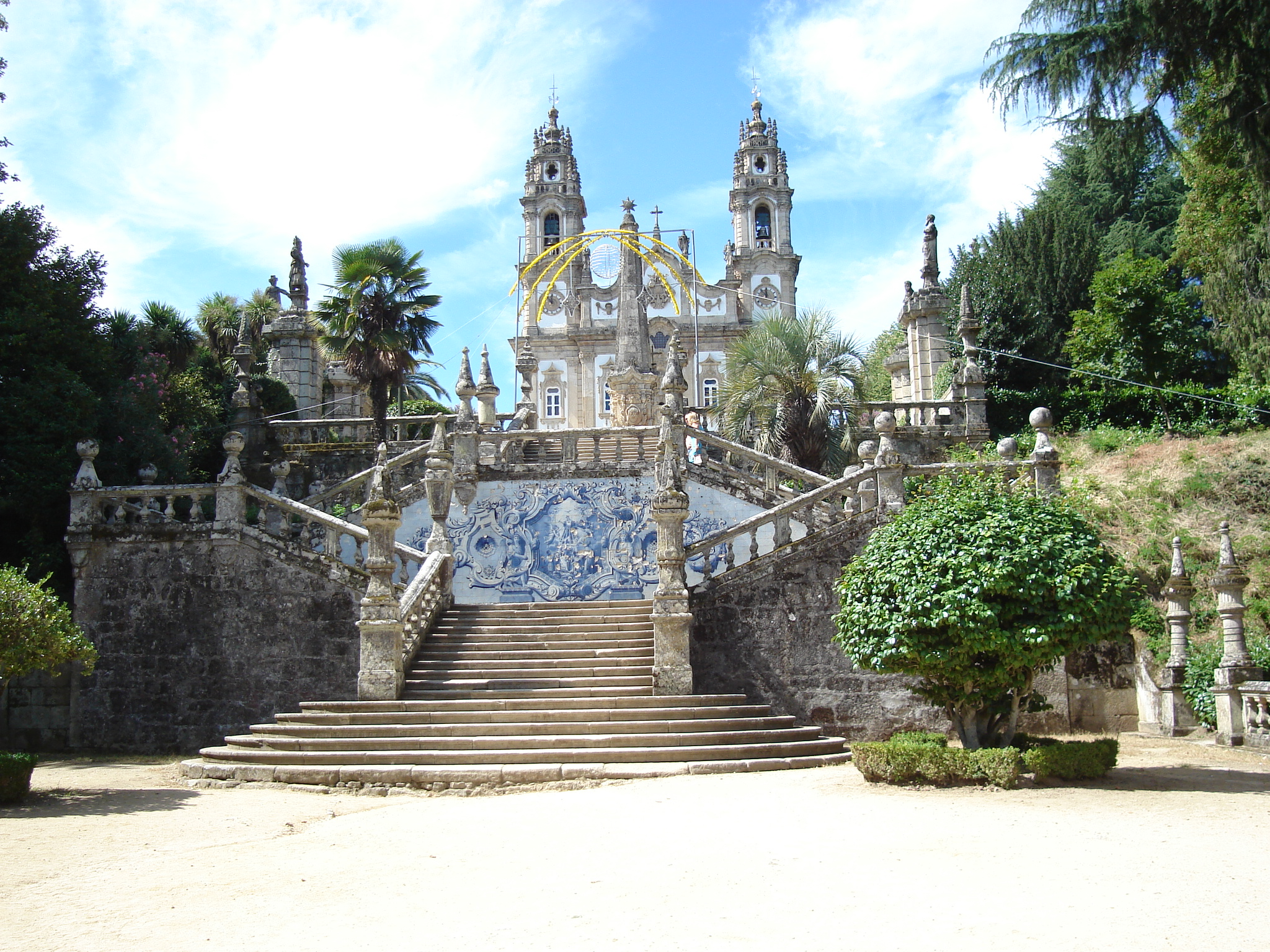
Santuário de Nossa Senhora dos Remédios

Lamego – miejscowość w Portugalii, leżąca w dystrykcie Viseu, w regionie Północ w podregionie Douro. Miejscowość jest siedzibą gminy o tej samej nazwie.

## Demografia
| Liczba ludności gminy Lamego (1801–2011) | Liczba ludności gminy Lamego (1801–2011) | Liczba ludności gminy Lamego (1801–2011) | Liczba ludności gminy Lamego (1801–2011) | Liczba ludności gminy Lamego (1801–2011) | Liczba ludności gminy Lamego (1801–2011) | Liczba ludności gminy Lamego (1801–2011) | Liczba ludności gminy Lamego (1801–2011) | Liczba ludności gminy Lamego (1801–2011) | Liczba ludności gminy Lamego (1801–2011) |
| ---------------------------------------- | ---------------------------------------- | ---------------------------------------- | ---------------------------------------- | ---------------------------------------- | ---------------------------------------- | ---------------------------------------- | ---------------------------------------- | ---------------------------------------- | ---------------------------------------- |
| 1801                                     | 1849                                     | 1900                                     | 1930                                     | 1960                                     | 1981                                     | 1991                                     | 2001                                     | 2004                                     | 2011                                     |
| 14 688                                   | 20 240                                   | 31 835                                   | 34 730                                   | 36 320                                   | 32 833                                   | 30 164                                   | 28 081                                   | 27 054                                   | 26 691                                   |

## Sołectwa
Sołectwa gminy Lamego (ludność wg stanu na 2011 r.)
- Almacave – 8750 osób
- Avões – 619 osób
- Bigorne – 46 osób
- Britiande – 934 osoby
- Cambres – 2066 osób
- Cepões – 860 osób
- Ferreirim – 904 osoby
- Ferreiros de Avões – 509 osób
- Figueira – 342 osoby
- Lalim – 729 osób
- Lazarim – 521 osób
- Magueija – 591 osób
- Meijinhos – 86 osób
- Melcões – 125 osób
- Parada do Bispo – 149 osób
- Penajóia – 1023 osoby
- Penude – 1666 osób
- Pretarouca – 69 osób
- Samodães – 203 osoby
- Sande – 916 osób
- Sé – 3464 osoby
- Valdigem – 890 osób
- Várzea de Abrunhais – 405 osób
- Vila Nova de Souto d'El-Rei – 824 osoby